# Dave White
Dave White (Portsmouth (New Hampshire), 7 juni 1964) is een Amerikaans schrijver, literatuur- en muziekcriticus. Hij woont in West Hollywood met zijn partner Alonso Duralde. 
White werkt voor The Village Voice, Instinct, The Advocate, Glue en Frontiers. Daarnaast was hij ook werkende bij IFILM en schrijft hij een wekelijks column voor Movies.com. White heeft in 2006 een boek geschreven, genaamd Exile in Guyville: How a Punk Rock Redneck Faggot Texan Moved To West Hollywood and Refused To Be Shiny and Happy. 